# Пониквянська сільська рада
Поникв'янська сільська рада — орган місцевого самоврядування у Бродівському районі Львівської області. Адміністративний центр — село Пониква.

## Загальні відомості
Пониквянська сільська рада утворена у 1939 році. Населення — 2219 осіб.

## Населені пункти
Сільській раді підпорядковувалися 10 населених пунктів
| №  | Населені пункти     | Населення | Площа, км² | Густота населення | Дата заснування |
| -- | ------------------- | --------- | ---------- | ----------------- | --------------- |
| 1  | с. Пониква          | 489       | 1,015      | 481.770           | 1490            |
| 2  | с. Боратин          | 513       | 2,671      | 192.060           | 600             |
| 3  | с. Видра            | 8         | 0,08       | 100.000           | 600             |
| 4  | с. Гаї-Суходільські | 52        | 0,3        | 173,33            | 600             |
| 5  | с. Горбалі          | 36        | 0,17       | 211,76            | 600             |
| 6  | с. Липина           | 234       | 0,53       | 441,51            | 600             |
| 7  | с. Орани            | 87        | 0,43       | 202,33            | 600             |
| 8  | с. Переліски        | 212       | 0,8        | 265               | 600             |
| 9  | с. Підгір'я         | 444       | 0,885      | 501,69            | 600             |
| 10 | с. Сухота           | 144       | 0,616      | 233,77            | 600             |

Львівська обласна рада ухвалила, а «Офіс реформ. Львівщина» оприлюднив перелік та склад нових адміністративних одиниць, громад, які з'являться у Львівській області замість сільських рад. Так, до складу Бродівської міської територіальної громади увійдуть наступні населені пункти: Броди, Гаї, Гаї-Смоленські, Гаї-Дітковецькі, Дітківці, Смільне, Сидинівка, Суховоля, Салашка, Бучина, Язлівчик, Берлин, Лагодів, Конюшків, Мідне, Станіславчик, Збруї, Кути, Бордуляки, Монастирок, Панькова, Пониковиця, Суходоли, Ковпин Ставок, Глушин, Косарщина, Голосковичі, тобто Пониквянська сільська рада втрачає свої функції, як орган місцевого самоврядування.

## Склад ради
Сільська рада складалася з 21 депутата та голови.

### Керівний склад ради
| ПІБ                    | Основні відомості                                                                                  | Дата обрання | Дата звільнення |
| ---------------------- | -------------------------------------------------------------------------------------------------- | ------------ | --------------- |
| Дзьоба Петро Миронович | Сільський голова, 1957 року народження, освіта вища, член Всеукраїнського об'єднання «Батьківщина» | 26.03.2006   | 31.10.2010      |
| Дзьоба Петро Миронович | Сільський голова, 1957 року народження, освіта вища, член Всеукраїнського об'єднання «Батьківщина» | 31.10.2010   |                 |

Примітка: таблиця складена за даними джерела